# Cutinase

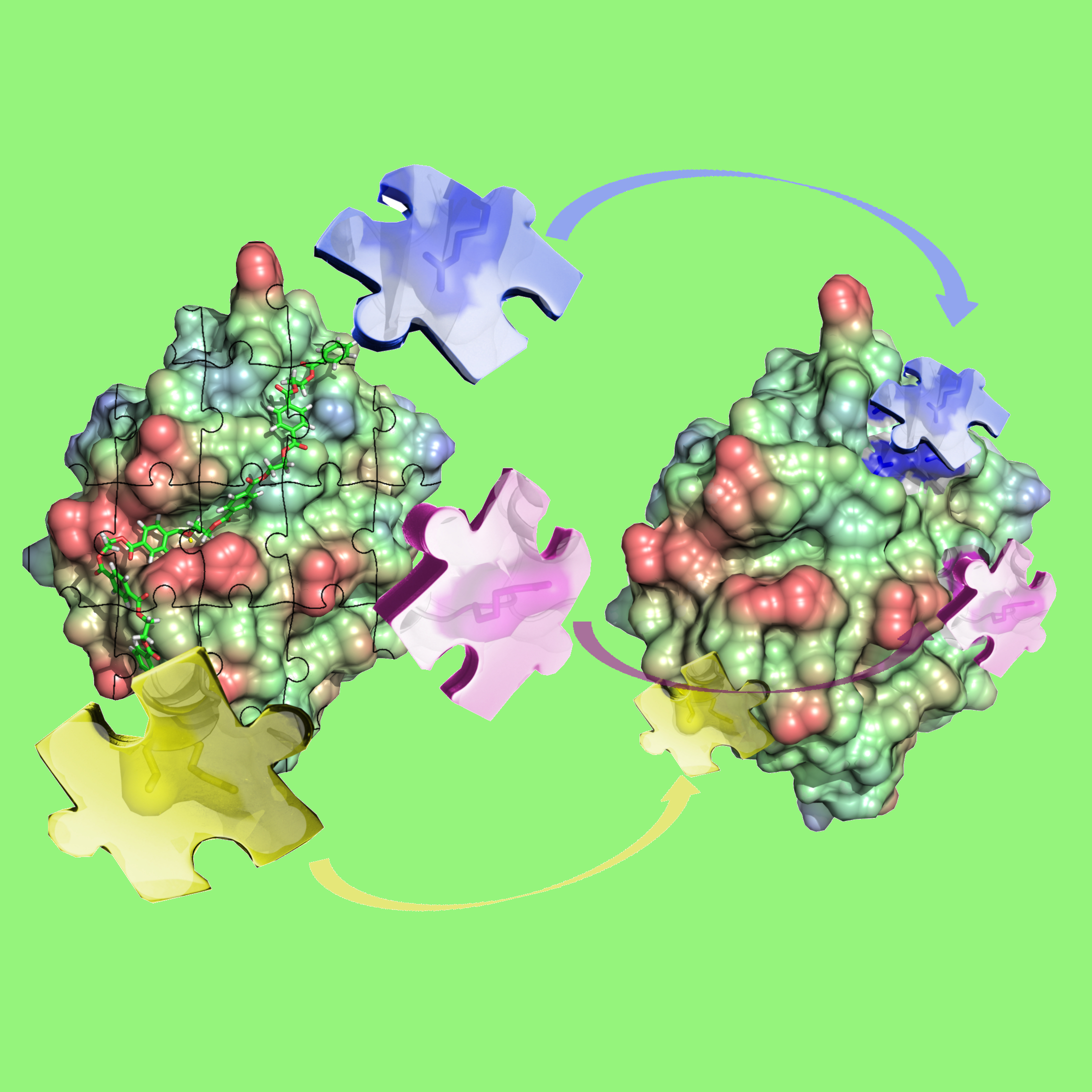
Modellierung von genetisch modifizierten Enzymen (Cutinasen)

Cutinase oder auch Cutin Hydrolase ist ein Enzym, welches zu den α/β-Hydrolasen gehört und Cutin hydrolysiert.

## Eigenschaften
Cutinase wird unter anderem von manchen pflanzenpathogenen Pilzen und Bakterien gebildet. Durch die Cutinase sind die Pilze in der Lage, die Esterbindung des Cutins in der Cuticula der Pflanzen abzubauen und so in die Pflanzen einzudringen.
Wie alle Enzyme katalysieren sie jedoch sowohl Hin- als auch Rückreaktion, was bedeutet, dass sie unter geeigneten Bedingungen in der Lage sind, durch Polykondensation Polyester zu synthetisieren.